# Laurent Theis
 (juin 2023).
Pour les articles homonymes, voir Theis.
Laurent Theis, né le 11 août 1948 à Paris, est un historien médiéviste français et analyste des débats honoraire à l’Assemblée nationale. 
Il est président de la Société de l'histoire du protestantisme français de 1996 à 2002 et membre du comité scientifique de la revue L'Histoire.

## Biographie
Agrégé d'histoire, docteur de 3e cycle, marqué par l'enseignement de Jacques Le Goff et Georges Duby, après avoir enseigné à la Sorbonne, Laurent Theis a fait une carrière de secrétaire des débats à l'Assemblée nationale et dans l'édition, chez Denoël, Tallandier, Fayard, et aux Éditions Perrin. Il a été membre du conseil d'administration du Centre national du livre et du comité d'orientation scientifique de la Maison de l'Histoire de France. Il est l'auteur de comptes rendus dans le magazine Le Point et intervient, de 2006 à 2009 sur la chaîne de télévision Histoire.
Laurent Theis est membre des comités de rédaction des revues L'Histoire et Commentaire, après l'avoir été du conseil scientifique des Rendez-vous de l'histoire de Blois. Il a participé à la création et appartient au jury du Prix Provins-Moyen Âge, qu'il préside depuis 2019. Il est également membre des jurys du prix Guizot, du prix du Sénat du livre d'histoire, du prix de la biographie du Point, et il est secrétaire général du jury Fondation Napoléon depuis 2017.
En 2015, il participe à l'émission Secrets d'Histoire consacrée à  Charlemagne, intitulée Sacré Charlemagne !, diffusée le 8 septembre 2015 sur France 2.

## Publications
- La guerre d'Algérie ou le temps des méprises, en coll. avec Philippe Ratte, Mame, 1974.
- Vincent Auriol, Journal du Septennat, t. 5 (1951), éditions établie, présentée et annotée, A. Colin, 1975.
- Dagobert, un roi pour un peuple, Fayard, 1982, Biblis, 2017 (couronné par l'Académie des Inscriptions et Belles-Lettres).
- L'avènement d'Hugues Capet : 3 juillet 987, Paris, Gallimard, coll. « Trente journées qui ont fait la France » (no 4), 1984, 311 p. (ISBN 2-07-070046-1, présentation en ligne).
- Nouvelle histoire de la France médiévale, vol. 2 : L'héritage des Charles : de la mort de Charlemagne aux environs de l'an mil, Paris, Seuil, coll. « Points. Histoire » (no 202), 1990, 280 p. (ISBN 978-2-02-011553-7).
- Histoire du Moyen Âge français : chronologie commentée de Clovis à Louis XI, Perrin, 1992, Tempus 2012.
- Clovis, de l'histoire au mythe, Éditions Complexe, 1996, Biblis, 2015.
- Histoire de la Révolution d'Angleterre de François Guizot, édition établie, présentée et annotée, R. Laffont, Bouquins, 1997.
- Robert le Pieux : le roi de l'an mil, Perrin, 1999 (Prix de la biographie historique de l'Académie française).
- François Guizot, Lettres à sa fille Henriette : 1836-1874, édition établie, présentée et annotée, Perrin, 2002.
- Histoire de la diplomatie française : tome 2, De 1815 à nos jours, Laurent Theis, Georges-Henri Soutou et alii, Perrin, 2005 et 2007.
- François Guizot, Paris, Fayard, 2008, 553 p. (ISBN 978-2-213-63653-5, présentation en ligne), [présentation en ligne]. Prix du Nouveau Cercle de l'Union, Prix Brantôme.
- Chronologie commentée du Moyen Âge français, Perrin, Tempus, 2010.
- Guizot. La traversée d'un siècle, CNRS-éditions, 2014.
- Lamartine : Histoire des Girondins, édition établie et annotée avec Anne Theis, Robert Laffont, Bouquins, 2014.
- Souvenirs et chronique de la duchesse de Dino, nièce aimée de Talleyrand, édition établie, présentée et annotée avec Anne Theis, R. Laffont, Bouquins, 2016 (prix Marcel-Pollitzer 2017)
- François Guizot, Washington, édition présentée et annotée, Perrin, Tempus, 2017.
- Mme de Staël. La Passion de la liberté, édition établie et annotée, Robert Laffont, coll. « Bouquins », 2017.
- Les grandes énigmes de l'Histoire de France (collectif), Larousse, Les documents de l'Histoire, 2017.
- Jean-François Revel. Mémoires. Édition intégrale établie et présentée, Robert Laffont, coll. « Bouquins », 2018.
- Charles le Chauve : L'empire des Francs, Gallimard, 2021.
- Rois des Francs, Robert Laffont, coll. « Bouquins », 2023.
- Ximénès Doudan (1800-1872) : une perle inconnue : suivi d'un choix de lettres, Perrin, 2024.
- François Guizot, Mémoires pour servir à l'histoire de mon temps, édition établie, présentée et annotée, Perrin, 2024.

## Distinctions
- Chevalier de la Légion d'honneur, 2007, les insignes de chevalier de la Légion d'honneur lui ont été remis par Pierre Nora[3];
- Officier de l'ordre national du Mérite
- Officier de l'ordre des Arts et des Lettres